# Friedrich Hagemann
Ludwig Wilhelm Friedrich Hagemann (* 15. Dezember 1832 in Altenburg (Saale); † 6. Januar 1894 auf Schloss Bernburg) war ein deutscher Verwaltungsjurist.

## Leben
Friedrich Hagemann, Sohn des späteren Herzoglich Anhalt-Bernburgischen Staatsministers Friedrich Hagemann (1803–1871), studierte an der Ruprecht-Karls-Universität Heidelberg. 1856 wurde er Mitglied des Corps Saxo-Borussia Heidelberg. Nach dem Studium trat er in den Staatsdienst des Herzogtums Anhalt ein. Von 1874 bis zu seinem Tod 1894 beim Brand des Schlosses Bernburg war er Kreisdirektor des Landkreises Bernburg.